# Lasioptera fluitans
Lasioptera fluitans är en tvåvingeart som beskrevs av Ephraim Porter Felt 1917. Lasioptera fluitans ingår i släktet Lasioptera och familjen gallmyggor. Inga underarter finns listade i Catalogue of Life.